# Mick Jones (cantor)
Michael Leslie Jones, conhecido por Mick Jones (Portsmouth, 27 de dezembro de 1944), é um cantor, compositor e instrumentista britânico, famoso por seu trabalho com a banda Foreigner, que emplacou grandes sucessos, como: "Waiting for a girl like you", "That was yesterday", entre outras, sendo "I wanna know what love is" seu maior hit.

## Biografia
Mick Jones foi casado por 25 anos com a escritora e socialite Ann Dexter-Jones, mãe de Mark Ronson, Samantha Ronson e Charlotte Ronson, com quem teve dois filhos - Annabelle e Alexander Dexter-Jones. O casal se divorciou em 2007; o artista tem outros dois filhos, de relações anteriores, Roman e Christopher Jones.
Guitarrista, fez parcerias com vários cantores de rock'n roll, como Eric Clapton e Duncan Sheik na autoria da canção I Want to Know What Love Is.